# Burg Pfersbach
Die ehemalige Burg Pfersbach lag in Pfersbach, einem Ortsteil der Gemeinde Mutlangen im baden-württembergischen Ostalbkreis. Von der Befestigungsanlage sind keine oberirdischen Reste sichtbar.

## Lage und Geschichte
Der Burgstall lag südlich von Pfersbach in einem landwirtschaftlich genutzten Gebiet.
Über die Geschichte der Burg ist nichts bekannt. Die Herrschaft über Pfersbach teilten sich die Herren von Rechberg, die Dominikaner, die Stadt Gmünd und das Kloster Gotteszell. Teile der Burg (der turme czu Pferdspach) waren noch am Ende des 14. Jahrhunderts (1393) vorhanden. 1540 veräußerten die Rechberger ihren Besitz (Turm und Burgstall) in dem Weiler an die Stadt Schwäbisch Gmünd, welche den Turm (Bergfried) abtragen und die Steine nach der Stadt bringen ließ. Der Transport von nicht mehr benötigten Bausteinen war im Mittelalter und der Frühen Neuzeit keine Ausnahme, sondern die Regel. Der Gmünder Chronist Friedrich Vogt schrieb dazu im 17. Jahrhundert: Im Weiler Pferschbach steht ein alter Thurm, bey welchem vor Zeiten auch ein Schloss gestanden, derzeit noch die 30 Schuh hoch (...) von schönsten Quadern, von welchen bereits viel 100 Stück abgebrochen und in die Statt Schw(äbisch) Gmünd seynd gefihrt worden. Weiterhin berichtete Vogt, dass der Turm in früheren Zeiten (seines seeligen Vaters) über 60 Schuh (etwa 18 Meter) hoch gewesen sei.

1932 war der Burgstall noch auf einem Messtischblatt eingetragen.

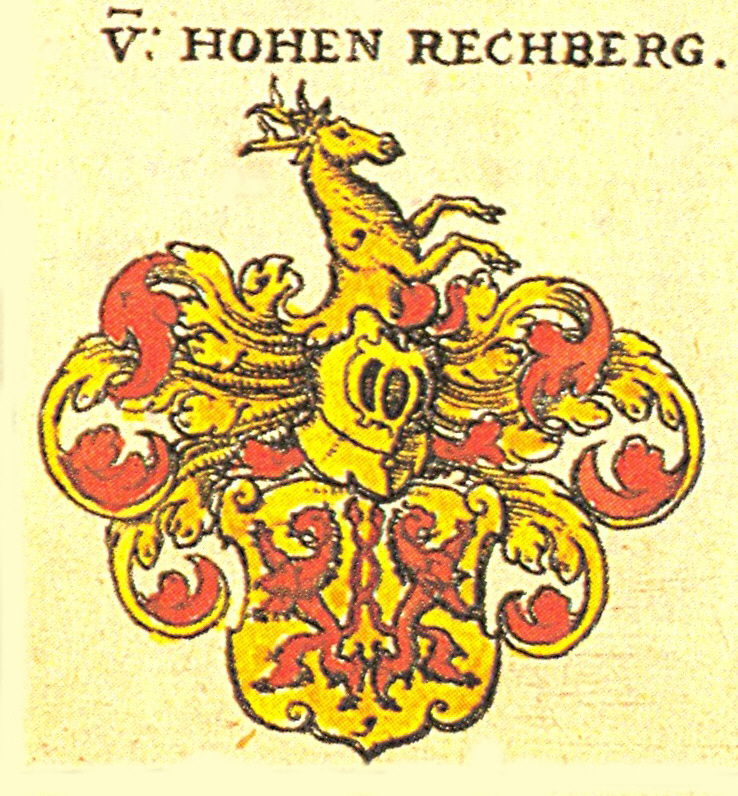
Wappen derer von Hohenrechberg
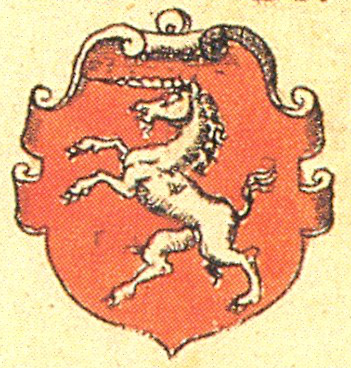
Stadt Schwäbisch Gmünd